# V Kopečku (Hradec Králové)

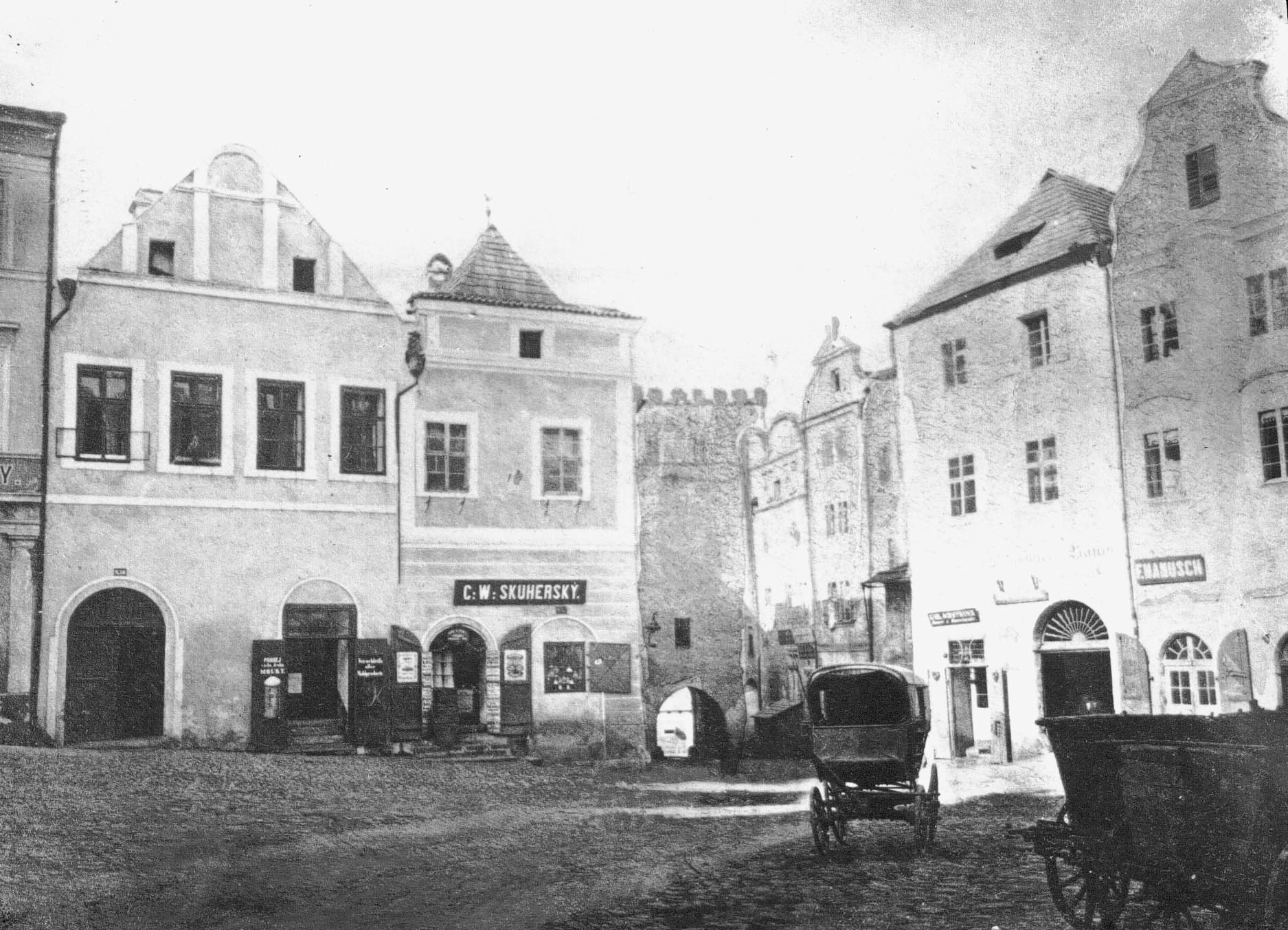
Ulice V Kopečku v roce 1866

Ulice V Kopečku je ulice v historickém centru Hradce Králové, propojující Velké náměstí a ulici Československé armády.

## Historie
Ulice je přirozeně rozdělena na dvě části: samotnou ulici a rozšíření v podobě náměstíčka v blízkosti Velkého náměstí. I v pojmenování se toto rozdělení objevovalo, a to již historicky:
- od roku 1918 první část Palackého, druhá část Československé náměstí
- od roku 1940 první část U Pražské brány, druhá část Janské náměstí
- od roku 1945 první část Palackého, druhá část Svatojánské náměstí
- od roku 1958 souhrnný název V Kopečku

V místě, kde ulice v Kopečku ústí do ulice Československé armády, stávala tzv. Pražská brána – nejvýznamnější z bran hradeckého městského opevnění. Zbourána byla roku 1873 (1875).
V rámci plánované rekonstrukce Velkého náměstí by v roce 2021 měla projít rekonstrukcí i ulice V Kopečku, a také sousední ulice Rokitanského.

## Významné objekty
- Důstojnický dům (Hradec Králové)
- Dům U Glauerů[4]
- Městský dům se sochou svatého Jana Nepomuckého
- Hanušův dům

## Galerie

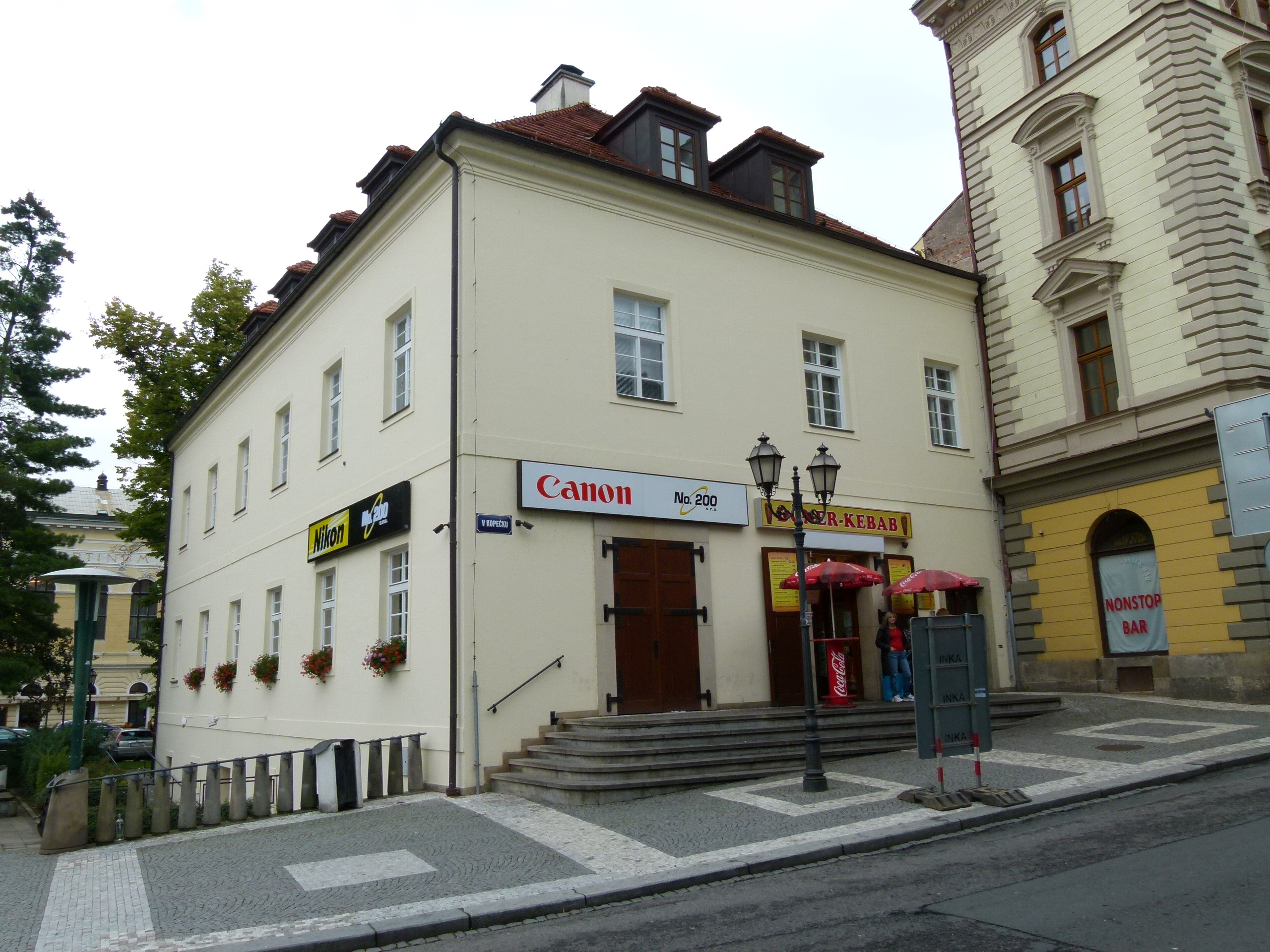
Důstojnický dům
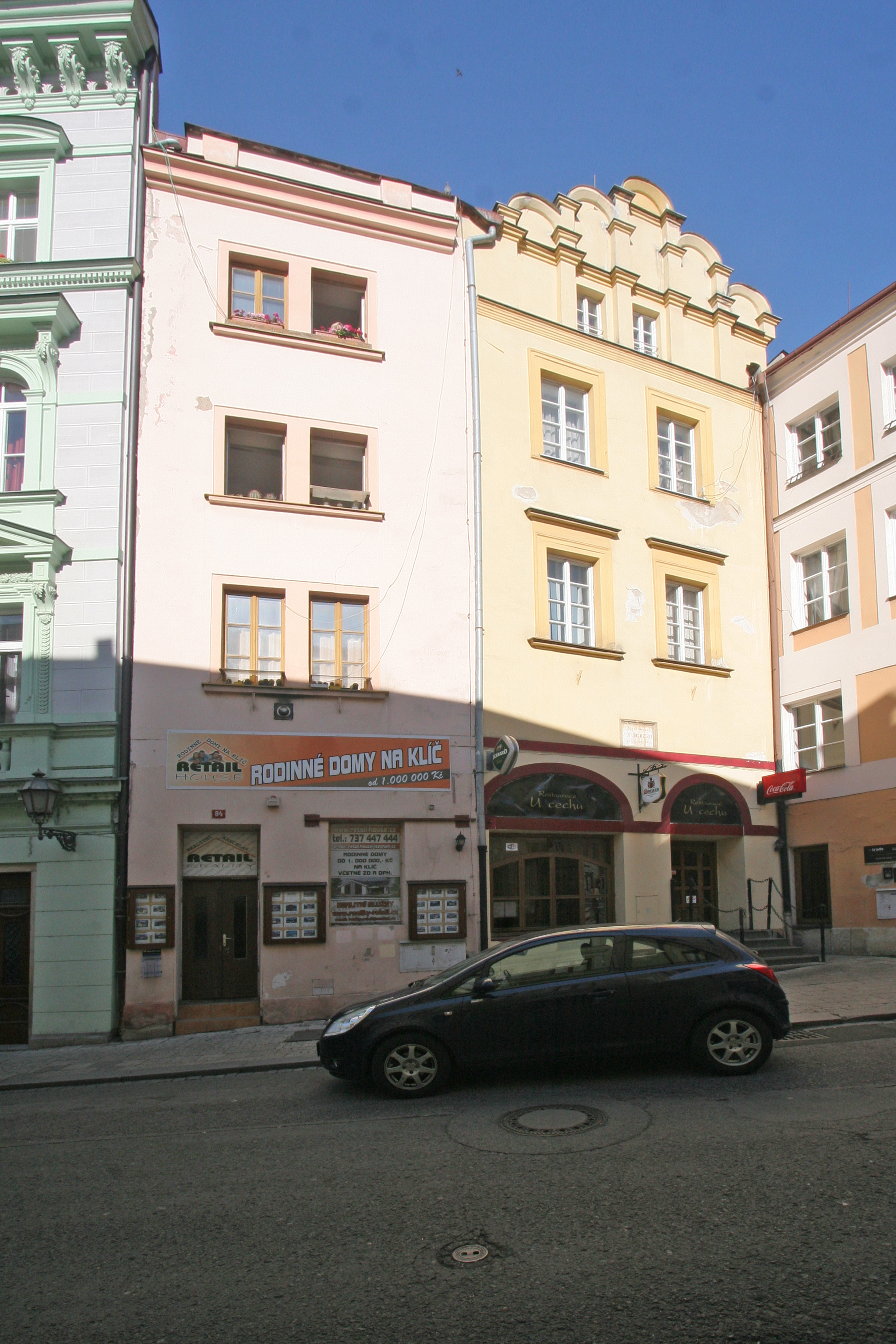
Dům U Glauerů (vpravo)
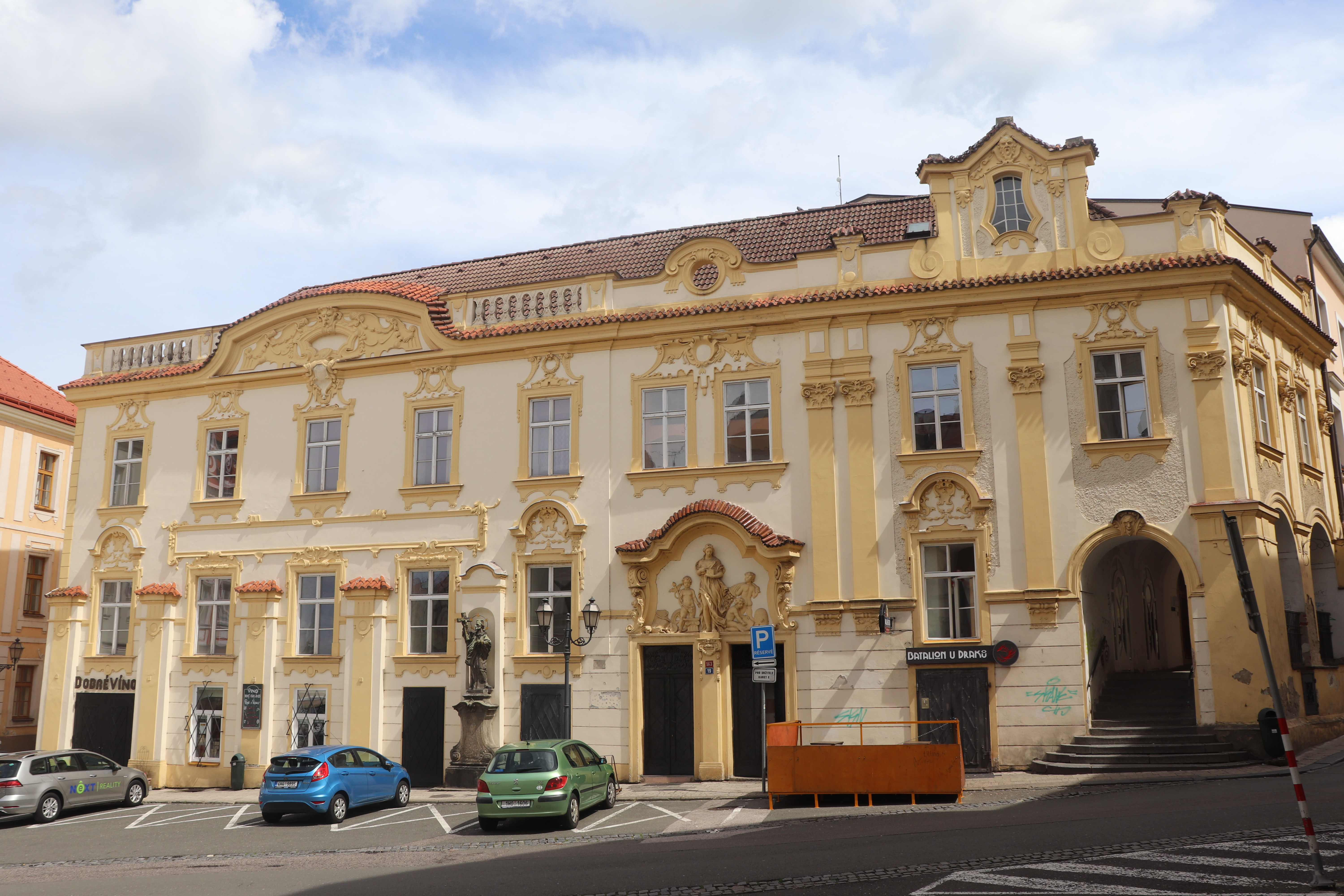
Dům se sochou Nepomuckého
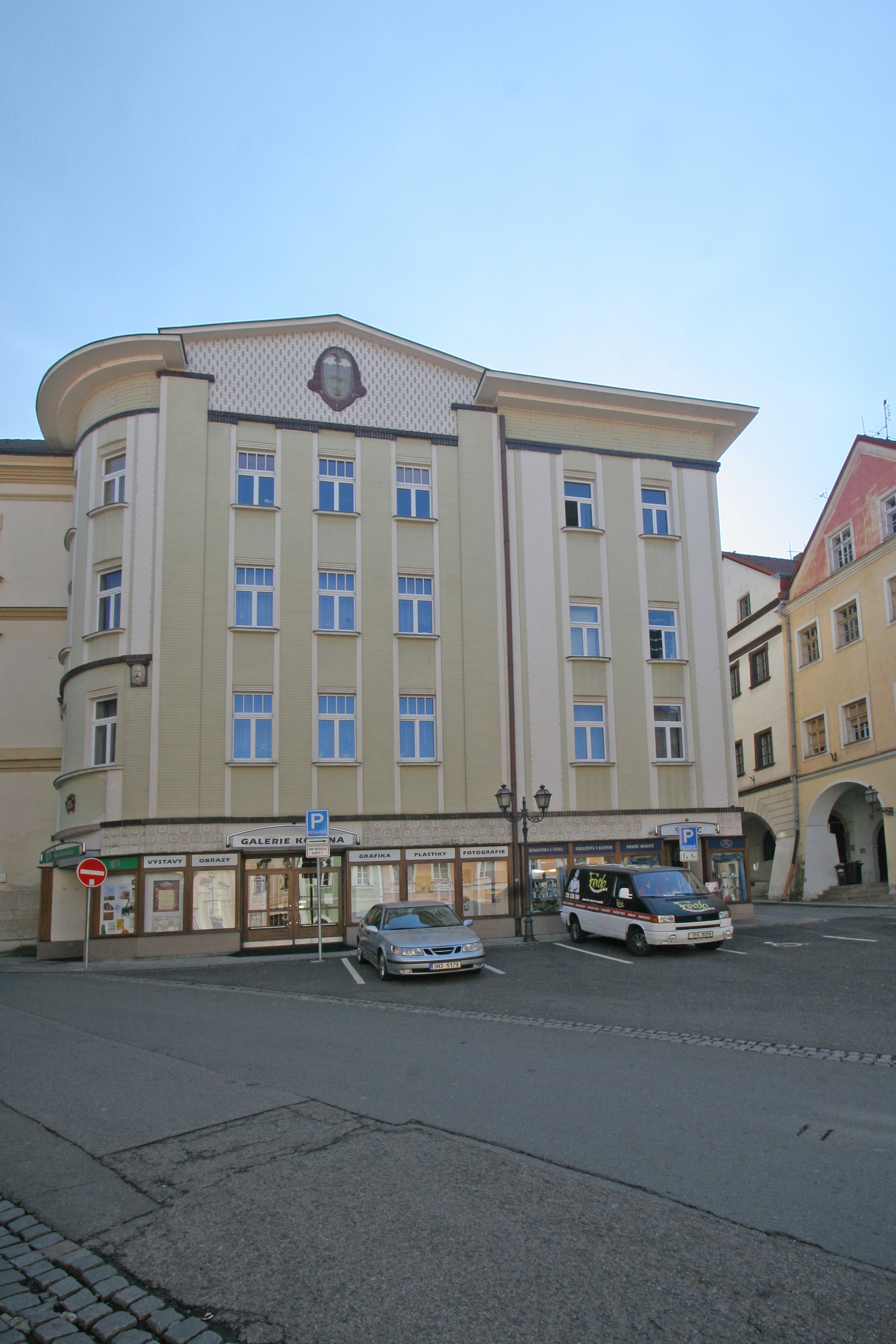
Hanušův dům